# مقبرة الكرخ الإسلامية

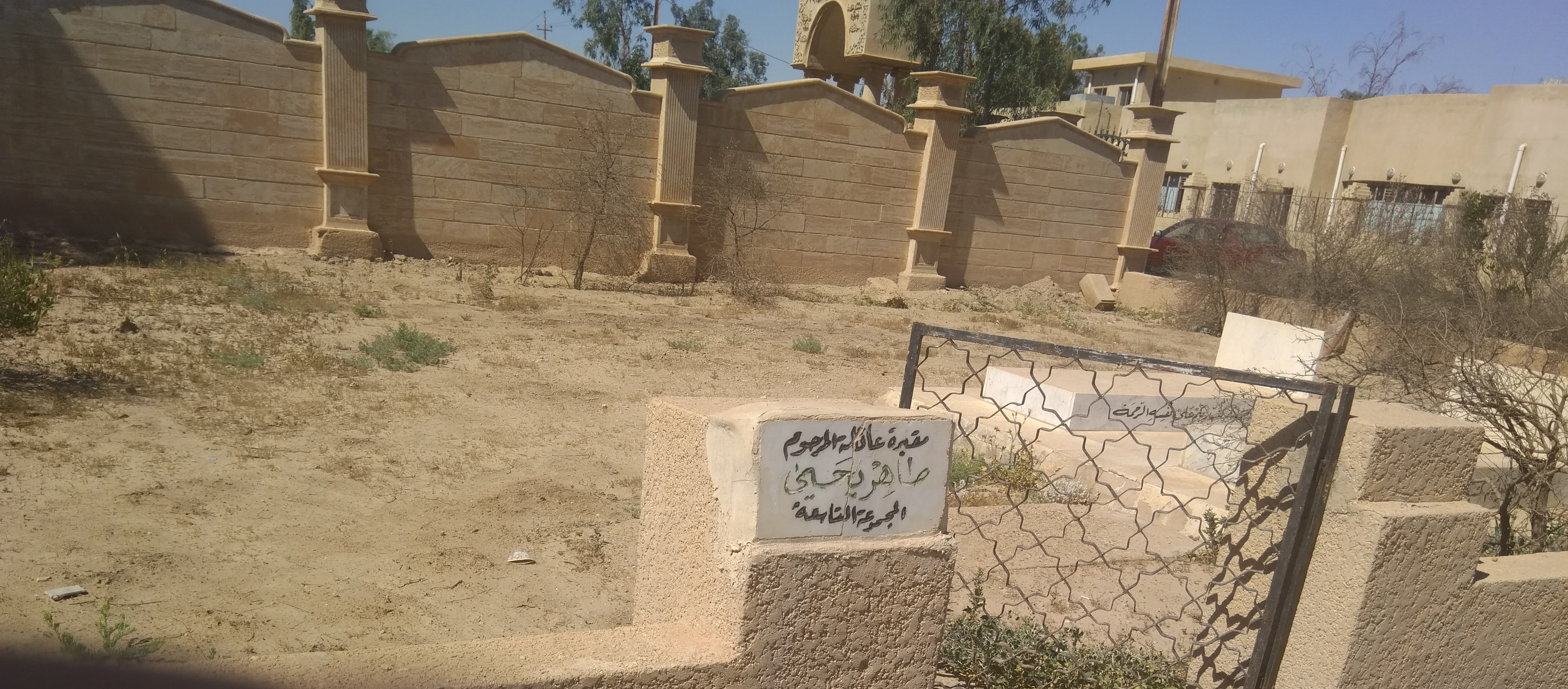
مقبرة عائلة طاهر يحيى في مقبرة الكرخ.

تقع مقبرة الكرخ الإسلامية في ناحية النصر والسلام في قضاء أبي غريب غرب محافظة بغداد بجانب الطريق الرابط بين بغداد ومحافظة الأنبار.
أنشئت مقبرة الكرخ عام 1970 بعد أن غصت مقابر بغداد بالموتى ولم تعد تتسع للكثير منهم، ودفن في مقبرة الكرخ الكثير من المسؤولين منهم الرئيس الأسبق أحمد حسن البكر وعائلة رئيس الوزراء الأسبق طاهر يحيى.
يذكر أن مقبرة الكرخ هي ثاني أكبر المقابر في العراق بعد مقبرة وادي السلام، وتمتاز المقبرة بطرقها الداخلية المعبدة وتشجيرها وإقامة الحدائق في مساحات منها.

## روابط خارجية
- المقابر القديمة داخل العاصمة بين حرمة الرفات .. ووجه المدينة الحديث نسخة محفوظة 17 ديسمبر 2019 على موقع واي باك مشين.، صحيفة التآخي.